# りんどう号

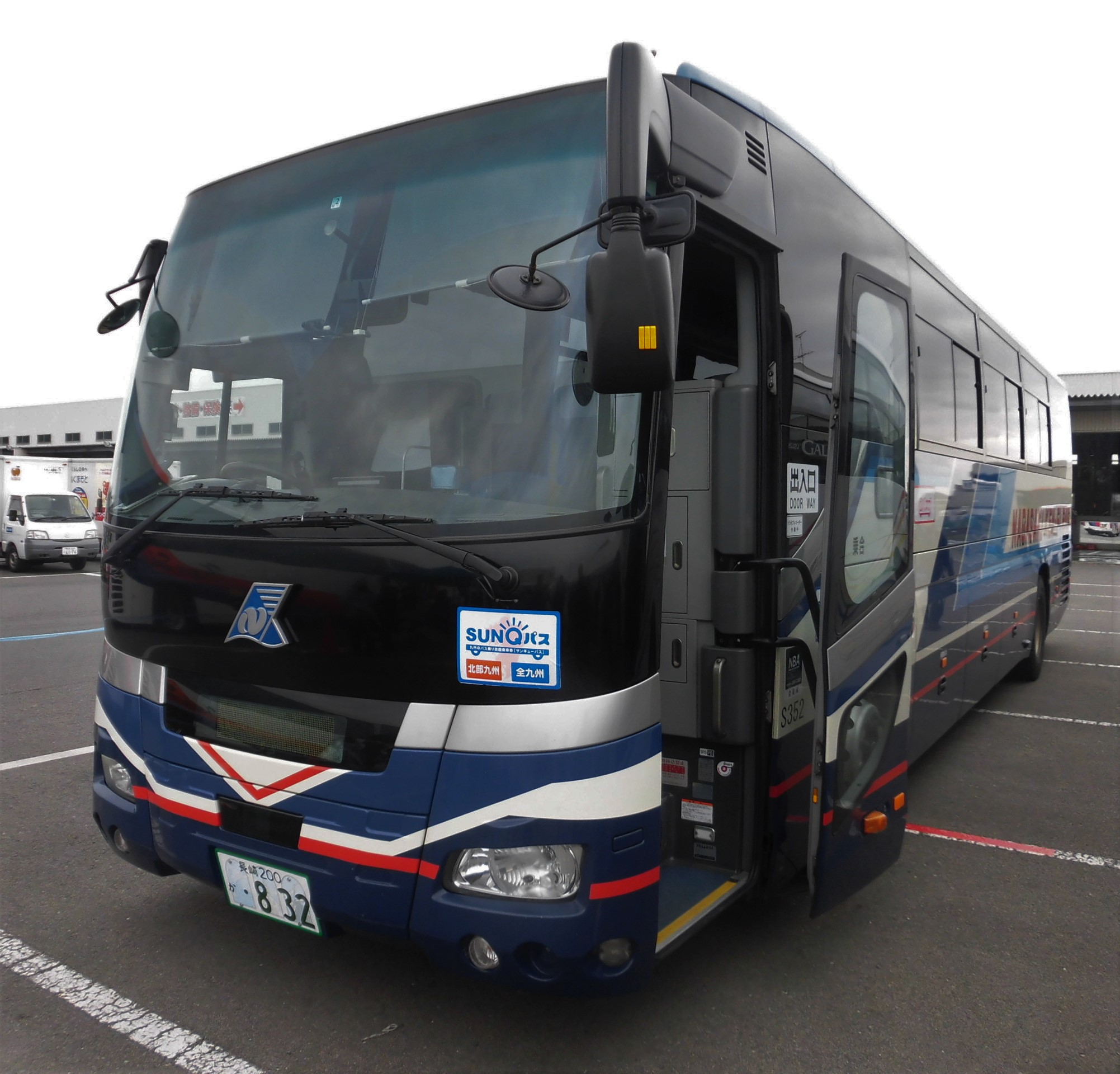
りんどう号（長崎県交通局）

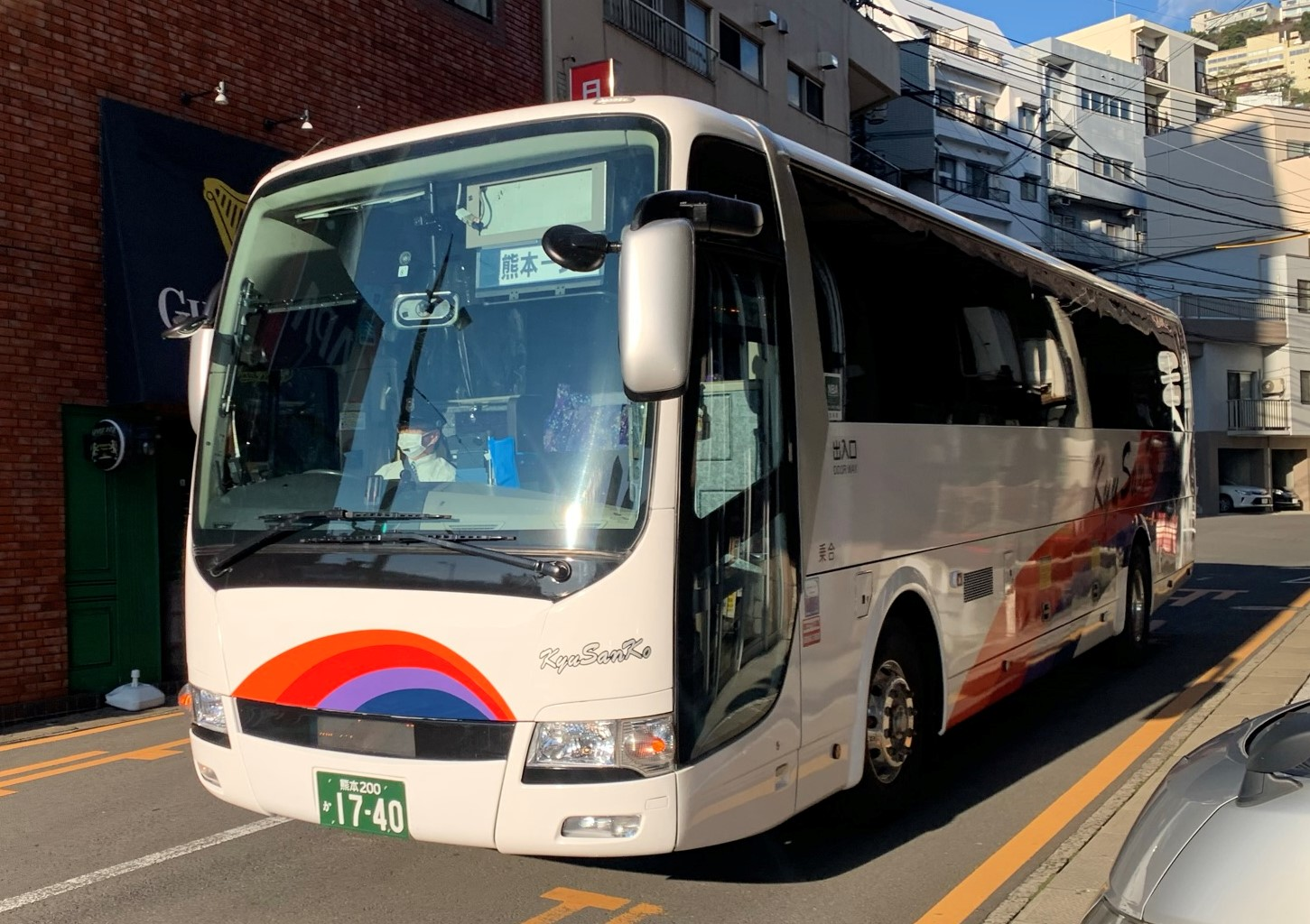
りんどう号（九州産交バス）

りんどう号とは、熊本県熊本市と長崎県長崎市を結ぶ高速バスである。

## 概要
元々熊本 - 長崎間には、1968年より九州産業交通（現：九州産交バス）・長崎県交通局・島鉄バスの3社局による共同運行で、途中有明海を経路に挟み有明フェリーにバスごと乗船しながら両都市間を結ぶ「ありあけ号」が運行されていた。フェリーでの乗船時間を含めると、所要時間は4時間10分ほど要していた。1980年代後半に九州横断自動車道長崎佐賀ルート（現：長崎自動車道）の整備が進み、1989年に産交・県営の2社局共同で1日6往復において本路線の運行が開始され、その翌年には長崎佐賀ルート鳥栖 - 長崎多良見間のうち最後の未開通区間であった武雄北方 - 大村間の開通に伴い同ルートの全区間開通によって両都市間が最速3時間で移動出来るようになった。運行開始当初はあくまで前者（ありあけ号）が主役的存在で、本路線はあくまで前者の補完的役割を果たす路線として運賃も前者より割高に設定されていたが、前者が一般観光タイプの4列シート車での運行に対し、こちらはゆったりとできる座席幅の広い3列シートを採用し、車内には水洗トイレをはじめその他充実した車内設備が備えられている事も功を奏し、好調により増便を重ね、最盛期には1日10往復まで増便された。逆に前者はそれに伴って徐々に減便され、最終的には廃止へと追い込まれた結果、両都市間を結ぶ主役の座を本路線が譲り受けた形となった。
2000年代に入ると徐々に減便され、2006年の改正で1日8往復となったが、2020年に日本国内で発生した新型コロナウイルスの感染拡大により2度の緊急非常事態宣言時において一時運休となって以降、その後は増減便が繰り返され、2021年のダイヤ改正時には1日6往復となり、さらには近年の深刻な乗務員不足の影響も相まって、2025年4月のダイヤ改正以降は1日4往復までに激減されている。また、所要時間に関しても、これまでに停車箇所の増設や運行経路の一部変更、法令における乗務員の連続運転時間規制等の影響による途中休憩時間の増加などにより、運行開始当初の最速時間に比べると大幅に延びている。
乗車に際しては、座席指定制により事前予約・乗車券購入が必要。予約済みで乗車券未購入その他SUNQパス（北部九州版・全九州版のみ）等使用の場合、乗務員に氏名を告げて乗車可（座席に余裕がある場合は予約なしで現金でも乗車できるが、満席時は乗車をお断りされる場合あり）。なお、65歳以上の高齢者においてはそれぞれの事業者において路線バスが1ヶ月以上乗り放題となるサンコーパス65・プラチナパス65を提示する事で、本路線が30％割引で利用する事が出来る。

## 運行会社
- 長崎県交通局
  - 担当営業所：長崎営業所
- 九州産交バス
  - 担当営業所：高速営業所

## 沿革
- 1989年（平成元年）4月20日 - 九州自動車道・九州横断道（のちに長崎自動車道に改称）を経由して熊本 - 長崎間を結ぶ高速特急「りんどう号」を6往復で新設（産交3、県営3）[1]　
  - 共通専用色スーパーハイデッカー3列シート車
  - 開始当時の停留所：熊本交通センター（現：熊本桜町バスターミナル） - 通町筋（熊本行の降車のみ） - 味噌天神 - 水前寺公園前 - 熊本県庁前 - 帯山中学校前 - 松の本 - 武蔵ヶ丘 - 西合志 - 植木IC - 鹿央 - 菊水IC - 大村ターミナル - 大村・木場 - 諫早IC - 昭和町 - 長崎駅前。所要時間は3時間38分。
- 1990年（平成2年）1月26日 - 九州横断道大村 - 武雄北方IC間開通に伴い、同区間を高速道路載せ替え。高速道上に「松原」・「大村IC」バス停を新設し、大村ターミナルには停車しなくなる。これに伴い所要時間が3時間となる。
- 1991年（平成3年） - 2往復増便し、8往復に（産交4、県営4）。
- 1992年（平成4年）8月 - 2往復増便し、10往復に（産交5、県営5）。
- 1997年（平成9年）5月 - 一般道・有明フェリー経由で運行していた特急「ありあけ号」廃止
- 1998年（平成10年）2月 - 熊本市内の乗降場所に西原停留所が追加（熊本発着の九州島内高速バスの熊本市内停留所が統一される）。
- 2000年（平成12年）頃 - 乗降方式を変更し（これまでは高速道路内バス停に限り全て乗降可能だった）、完全クローズドドアとなった事により同一県内間のみの利用は不可となる。
- 2002年（平成14年）6月 - 産交便を1往復減便し、9往復に（産交4、県営5）。
- 2004年（平成16年）9月30日 - 九州横断バスの一部区間であった熊本 - 島原 - 長崎間の運行を廃止（九州横断バスは熊本 - 別府間のみに）。これにより、当路線は熊本 - 長崎間を結ぶ唯一のアクセス手段となる。
- 2006年（平成18年）5月15日 - 県営便を1往復減便し、8往復（産交4、県営4）に。
  - 減便による乗客積み残しを考慮し、県営便の一部車両（2往復のみ）を4列化。
  - 大橋停留所（熊本発便、長崎発便とも停車）と中央橋停留所（熊本発便のみ停車）新設
- 2008年（平成20年）7月1日 - 熊本IC経由（熊本県庁前 - 帯山中学前 - 西原 - 松の本 - 武蔵ヶ丘）から益城IC経由（熊本県庁前 - 自衛隊前 - 東町中央 - 益城インター口 - 武蔵ヶ丘）に経路変更
- 2009年（平成21年）12月1日 - 熊本側発着点を熊本交通センターからJR熊本駅前まで延伸
- 2010年（平成22年）10月1日　熊本側発着場所を熊本駅前から西部車庫まで延伸とともに、長崎行きの停車箇所に通町筋バス停を追加（長崎行き・熊本行きともに通町筋に停車）。
- 2013年（平成25年）7月1日 - 山浦PAでの途中休憩がこれまでの5分間から10分間へ。
- 2014年（平成26年）12月1日 - 翌年3月31日までの期間限定で一部便が「東そのぎIC」に停車（1日1便熊本行の乗車のみ）。
- 2015年（平成27年）
  - 10月1日 - 熊本市桜町一帯再開発事業におけるバスターミナル建て替えに伴い、熊本交通センター乗降場所を変更[2]。
  - 11月1日 - 翌年3月31日までの期間限定で一部便が「東そのぎIC」に停車（1日1便熊本行の乗車のみ）。
- 2016年（平成28年）
  - 4月15日 - 前日に発生した熊本地震の影響により全便運行見合わせ。16日未明に起きた本震により九州道の熊本県内区間の大半が道路決壊などの大規模な被害を受け当面の間全便運休。
  - 4月23日 - 熊本地震の影響で運休していた運行を1往復のみ再開（県営便単独）。尚、九州道一部区間通行止めの為、益城IC口 - 植木IC間は一般道迂回。また、4月25日から2往復に増便（産交1、県営1）。同年5月1日より通常の本数・運行経路に戻る。
- 2017年（平成29年）10月1日 - ダイヤ改正。産交便を1往復減便し1日7往復14便（産交3、県営4）に。また、これまでの山浦PAにおける10分間休憩から、広川SAと多久西PAの2箇所においてそれぞれ15分間ずつ（合計30分間）の休憩に変更。
- 2019年（平成31年・令和元年）
  - 4月1日 - 熊本駅前再開発工事着手に伴い、長崎行きの乗り場がこれまでの「のりば3」（高速・特急バス専用）から、一般路線バス熊本交通センター方面乗り場と同じ「のりば1」へ変更。
  - 9月11日 - 熊本市桜町一帯再開発ビル（名称：SAKURA MACHI Kumamoto）完成に伴う同ビル内バスターミナルに乗り入れ開始により、熊本交通センター乗降場所を変更。名称もこれまでの「熊本交通センター」から「熊本桜町バスターミナル」に改称[3][4][5]。
  - 10月1日 - 消費税増税に伴い、運賃改定。同時にダイヤ改正を行い、産交便を1往復増便し1日8往復16便（産交4・県営4）に。また、これまで停車していた「鹿央」・「中央橋」（長崎行きの降車のみ）への停車を廃止。
- 2020年（令和2年）4月1日 - 新型コロナウイルスの世界的感染拡大の影響による利用客減少を受け、この日より同年4月30日までの期間においては8往復のうち4往復8便（熊本発4便・長崎発4便）を運休。その後、翌5月1日 - 6月30日までの期間は全便運休[6][7]。翌7月1日より運行再開（当面の間は1日4往復8便に減便となる）。減便中においては産交便の3列シート車による運行を取りやめ、全便4列シート車での運行となる。
- 2021年（令和3年）
  - 1月18日 - 新型コロナウイルスの更なる感染拡大の影響により、当面の間全便運休。
  - 3月20日 - 運休前と同じく1日4往復8便に減便の上で運行再開。
  - 4月1日 - ダイヤ改正により2往復4便を減便し、1日6往復12便（産交4・県営2）へ。両社全便4列シート車による運行となる。また、熊本側では熊本駅周辺再開発による駅前広場整備完了に伴い、この日より長崎行乗り場をのりば1（一般路線バス桜町BT方面）からのりば7（高速・特急・空港リムジン専用）へ変更。当面は2往復4便を運休扱いとし、1日4往復8便の運行となる。
  - 5月12日 - 新型コロナウイルスの感染拡大による影響により当面の間全便運休。
  - 10月9日 - 運休前と同じく1日4往復8便に減便の上で運行再開。
- 2022年（令和4年）
  - 1月26日 - 新型コロナウイルスの感染拡大による影響により当面の間全便運休。
  - 3月1日 - 新型コロナウイルスの影響による収益減少と軽油価格高騰などさまざまな状況を鑑み、収益改善による路線維持を目的として、片道運賃ほか往復・web割引・回数券など430～1580円値上げ。同時にweb回数券を新設[8]。
  - 4月1日 - 運休前と同じく1日4往復8便に減便の上で運行再開。
- 2025年（令和7年）4月1日 - ダイヤ改正。運休中の2往復4便を廃止し、一部便発着時刻変更の上で1日4往復8便（産交2・県営2）体制へ[9]。

## 運行経路・停車停留所
太字は停車停留所。熊本県内（西部車庫 - 菊水IC）のみおよび長崎県内（松原 - 長崎駅前）のみの利用は不可。
西部車庫 - 熊本駅前 - 熊本桜町バスターミナル - 通町筋 - 味噌天神 - 水前寺公園前 - 熊本県庁前 - 自衛隊前 - 東町中央 - 益城インター口  - 益城IC - （九州自動車道） - 武蔵ヶ丘 - 西合志 - 植木IC - 菊水IC - 鳥栖JCT - （長崎自動車道） -  松原 - 大村IC - 大村木場 - 諫早IC - 長崎多良見IC - （長崎バイパス） - 川平料金所 - 昭和町 - 大橋 - 長崎駅前
- 長崎行きは、熊本駅前は7番のりばから、熊本桜町バスターミナルは5番のりばから発車する。
- 長崎駅前は駅から歩道橋を渡った場所にある交通会館（県営バスターミナル）発着とし、熊本行きは第1ホーム5番のりばから発車、長崎行きは第2ホーム11番のりば（福岡線のりば）に到着する[注 2]。
- 当初は途中休憩は無かったが、2000年頃辺り（時期不明）より山浦PAにおいて5分間程度の途中休憩が取られるようになり、2013年7月1日より休憩時間が10分間となった。2017年10月1日からは広川SAと多久西PAの2箇所に休憩場所を変更し、それぞれ15分間ずつ（合計30分間）の休憩を行う[注 3]。
- 所要時間（途中30分の休憩時間を含む）
  - 西部車庫 - 長崎駅前：4時間10分
  - 熊本駅前 - 長崎駅前：3時間58分
  - 桜町BT - 長崎駅前：3時間45分

## 車内設備・使用車両

### 車内設備
- 4列シート（2+2列　35～37人乗り）
- トイレ
  - パウダールーム（一部は設置無し）
- 毛布（膝掛け）　※2023年4月現在は新型コロナウイルス感染拡散防止により貸出を中止
- 携帯電話充電装置（座席コンセントまたはUSBポート）

### 使用車両
- 長崎県交通局
  - 三菱ふそう・エアロエース
  - 日野・セレガ〈J-BUS〉
  - いすゞ・ガーラ〈J-BUS〉

- 九州産交バス
  - 三菱ふそう・エアロエース[注 4]
  - 車両都合時においては、主にひのくに号専用車がイレギュラーで使用される。

過去の車両

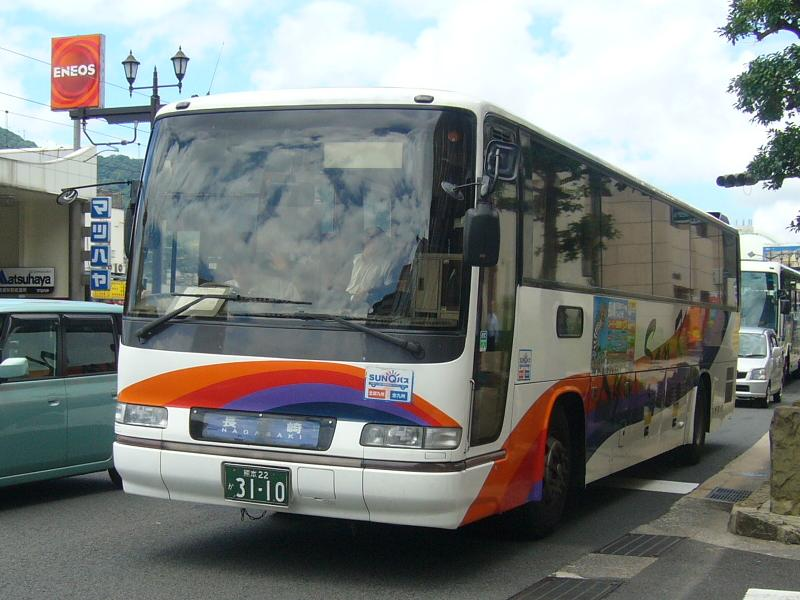
九州産交バス 3列シート車（日野・セレガ - FS） 1996年に「なんぷう号」専用車として新規登録、その後用途変更により1998年当路線専用車に転用され、以降長きにわたり当路線で活躍した。 2019年運用離脱。他にも1997年式の同型車や1995年式の折扉仕様車でも運用した。
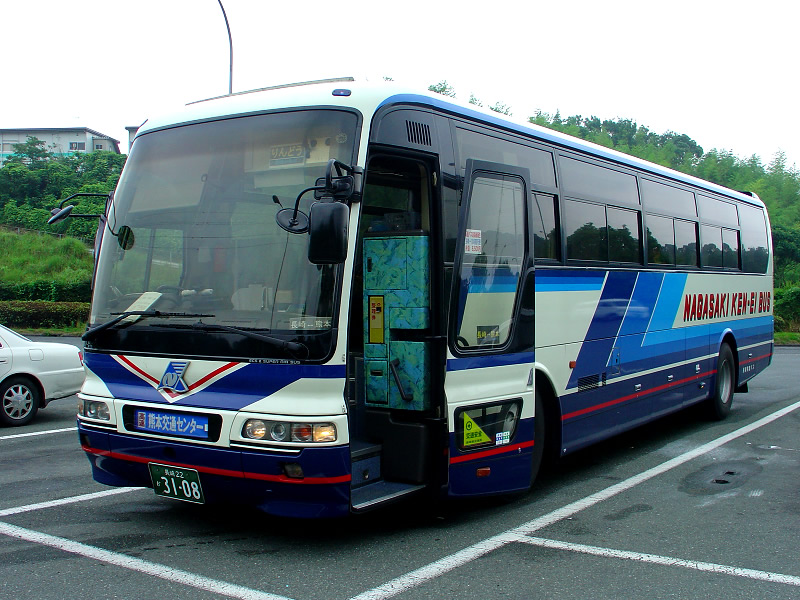
長崎県交通局 3列シート車（三菱ふそう・エアロバス） 1997年新規登録、以後は当路線で長く使われたが、2006年に一部4列化によって高速予備車となり、主に「出島号」や「サンライト号」などに使われるようになった。 現在は廃車（離脱時期不明）
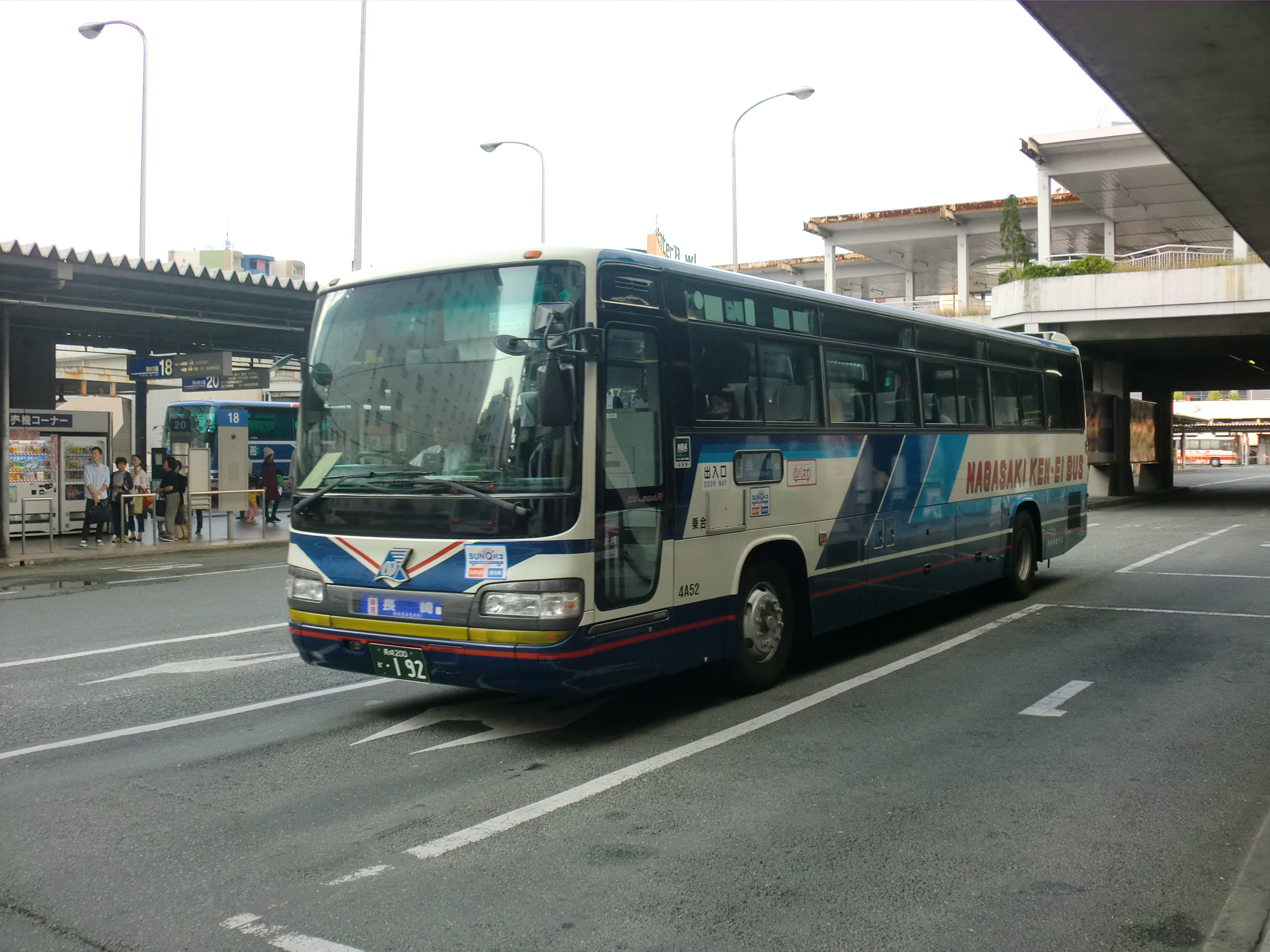
長崎県交通局 4列シート車（日野・セレガR - FD） 2002年新規登録、当初は「雲仙号」専用車として小浜営業所に配属、路線廃止後は本局に転属し「レインボー壱岐号」・「ブルーロマン号」を経て2006年頃から当路線にて使用された。 2019年運用離脱

なお、運行開始当初は両社ともに3列シート（横2+1列　乗客定員29名乗り）仕様で、車体には薄桃色をベースに紫と水色のリボンをあしらったデザインに赤紫色で「RINDO」のロゴが入った当路線専用オリジナル塗装を纏ったスーパーハイデッカー車両の西工SD-I（仕様はフェニックス号(初代)と同じで、シャーシは県営が三菱・産交がいすゞと日野）にて統一されていたが、経年化に伴う順次車両更新から共通塗装は廃止され、その後は写真の通り両社別々の塗装（両社とも自社局高速バス専用カラー）のハイデッカー車両が使用されるようになり、2020年以降は全便4列シート車による運行となっている。多客時期や増便時においてはトイレ無しの貸切車による運用になる場合がある。

### 注記
1. ↑  ただし、サンコーパス65はくまモンのIC CARD・プラチナパス65はnagasaki-nimocaにそれぞれ紐付けがなされており、本路線ではICカードでの利用は出来ないため、事前に窓口においてこれらの券を提示の上で乗車券を購入の上、乗車時に乗車券と共にこれらの券を乗務員に提示する必要がある。
2. ↑  一時期、長崎行きのみ終点が中央橋まで延長されていた頃は、交通会館前の路上バス停にて降車扱いを行っていた。
3. ↑  ただし、道路渋滞等による途中の交通事情により運行ダイヤに大幅な遅れが生じた場合は、休憩時間の短縮や休憩場所を変更される事もある。
4. ↑  5台のうち3台は名鉄バスからの移籍車、残る2台はあそ☆くま号ときりしま号の共通運用。